# مین دو-هی
مین دو-هی (به انگلیسی: Min Do-hee)(زاده ۲۵ سپتامبر ۱۹۹۴) خواننده، بازیگر کره‌ای است.
او عضو گروه تینی-جی است.